# Votations fédérales de 2017 en Suisse
Sept votations fédérales sont organisées en 2017 en Suisse, les 12 février, 21 mai et 24 septembre. L'organisation ou non de votations fédérales à ces dates a été communiquée pour chacune quatre mois à l'avance par la Chancellerie fédérale.

## Mois de février
Le 12 février 2017, trois objets sont soumis à la votation : il s'agit de trois référendums.
1. Un référendum obligatoire portant sur la naturalisation facilitée des étrangers de la troisième génération[2]
  - Le projet de loi vise à étendre aux étrangers dits de la troisième génération le recours à la procédure de naturalisation facilitée, en plus de la procédure de naturalisation ordinaire, qui s'applique dans la grande majorité des cas, relève principalement des cantons et des communes, mobilise plusieurs autorités et dure souvent plusieurs années[3].
  - La naturalisation facilitée est moins fréquente. Elle concerne notamment les conjoints étrangers de citoyens suisse, relève de la compétence de la Confédération, passe par des démarches plus simples et dure moins longtemps. Les cantons ont néanmoins un droit de regard et peuvent se prononcer sur chaque cas
  - Il s’agit donc d'un accès à une procédure simplifiée. L’acquisition automatique de la nationalité reste exclue. Les candidats à la naturalisation devront déposer une demande et remplir la série de conditions préexistantes, ainsi que celles-ci-dessous :
    - – être âgé de moins de 25 ans ;
    - – être né en Suisse, y avoir suivi au moins cinq ans de scolarité obligatoire et disposer d’une autorisation d’établissement ;
    - – avoir l’un de ses parents ayant séjourné en Suisse pendant au moins dix ans, suivi au moins cinq ans de scolarité obligatoire en Suisse et disposer d’une autorisation d’établissement ;
    - – avoir l’un de ses grands-parents ayant acquis un droit de séjour en Suisse ou y être né ; l’existence d’un droit de séjour devra être établie de manière vraisemblable, documents officiels à l’appui.
2. Un référendum obligatoire portant sur la création d’un fonds pour les routes nationales et pour le trafic d’agglomération (FORTA)[2] ;
  - Le projet vise à garantir le financement des routes nationales et des projets d’agglomération par la création d’un fonds de durée illimitée[4].
3. Un référendum facultatif portant sur une réforme de l’imposition des entreprises[2].
  - Le projet, dit « réforme de l’imposition des entreprises III » vise à la suppression du taux d’imposition réduit dont bénéficient en 2017 les sociétés holding, les sociétés de domicile et les sociétés mixtes. L'objectif étant de « renforcer la compétitivité de la Suisse et d'accroître la marge de manœuvre budgétaire des cantons. »[5]

### Résultats
| Question                            | Pour      | Pour | Contre    | Contre | Blancs | Nuls  | Total     | Inscrits  | Partici- pation | Cantons pour | Cantons pour | Cantons contre | Cantons contre |
| Question                            | Votes     | %    | Votes     | %      | Blancs | Nuls  | Total     | Inscrits  | Partici- pation | Entiers      | Demi         | Entiers        | Demi           |
| ----------------------------------- | --------- | ---- | --------- | ------ | ------ | ----- | --------- | --------- | --------------- | ------------ | ------------ | -------------- | -------------- |
| Naturalisation facilitée            | 1 499 627 | 60,4 | 982 844   | 39,6   | 13 948 | 7 031 | 2 503 450 | 5 334 186 | 46,84           | 15           | 4            | 5              | 2              |
| FORTA                               | 1 503 746 | 61,9 | 923 783   | 38,1   | 55 963 | 7 828 | 2 491 320 | 5 334 186 | 46,62           | 20           | 6            | 0              | 0              |
| Imposition des entreprises          | 989 311   | 40,9 | 1 428 162 | 59,1   | 64 859 | 8 453 | 2 490 785 | 5 334 186 | 46,61           |              |              |                |                |
| Source: Gouvernement Suisse 1, 2, 3 |           |      |           |        |        |       |           |           |                 |              |              |                |                |

## Mois de mai
Le 21 mai 2017, un objet est soumis à la votation :
1. Un référendum facultatif portant sur une loi fédérale sur l’énergie (LEne).

### Résultats
| Question                      | Pour      | Pour | Contre  | Contre | Blancs | Nuls  | Total     | Inscrits  | Partici- pation |
| Question                      | Votes     | %    | Votes   | %      | Blancs | Nuls  | Total     | Inscrits  | Partici- pation |
| ----------------------------- | --------- | ---- | ------- | ------ | ------ | ----- | --------- | --------- | --------------- |
| Loi sur l'énergie             | 1 322 363 | 58,2 | 949 053 | 41,8   | 19 369 | 6 611 | 2 297 296 | 5 356 538 | 42,89           |
| Source: Gouvernement Suisse 1 |           |      |         |        |        |       |           |           |                 |

## Mois de septembre
Le 24 septembre 2017, trois objets sont soumis à la votation.
1. Un référendum obligatoire (Arrêté fédéral du 14 mars 2017) portant sur la sécurité alimentaire (contre-projet direct à l’initiative populaire « Pour la sécurité alimentaire », retirée) (FF 2017 2207) ;
2. Un référendum obligatoire (Arrêté fédéral du 17 mars 2017) portant sur le financement additionnel de l’AVS par le biais d’un relèvement de la taxe sur la valeur ajoutée (FF 2017 2205) ;
3. Un référendum facultatif (Loi fédérale du 17 mars 2017) portant sur la réforme de la prévoyance vieillesse 2020.

Les deux derniers référendums font partie d’un même projet de réforme dénommé « Prévoyance vieillesse 2020 » (PV2020). Pour passer, il nécessite l'acceptation des deux objets.

### Résultats
| Question                            | Pour      | Pour | Contre    | Contre | Blancs | Nuls  | Total     | Inscrits  | Partici- pation | Cantons pour | Cantons pour | Cantons contre | Cantons contre |
| Question                            | Votes     | %    | Votes     | %      | Blancs | Nuls  | Total     | Inscrits  | Partici- pation | Entiers      | Demi         | Entiers        | Demi           |
| ----------------------------------- | --------- | ---- | --------- | ------ | ------ | ----- | --------- | --------- | --------------- | ------------ | ------------ | -------------- | -------------- |
| Sécurité alimentaire                | 1 942 931 | 78,7 | 524 875   | 21,3   | 54 913 | 8 197 | 2 531 209 | 5 372 748 | 47,11           | 20           | 6            | 0              | 0              |
| Financement de l'AVS                | 1 254 675 | 49,9 | 1 257 032 | 50,1   | 26 498 | 7 937 | 2 546 386 | 5 372 748 | 47,39           | 9            | 1            | 11             | 5              |
| Prévoyance vieillesse               | 1 186 079 | 47,3 | 1 320 830 | 52,7   | 30 679 | 8 063 | 2 545 897 | 5 372 748 | 47,39           |              |              |                |                |
| Source: Gouvernement Suisse 1, 2, 3 |           |      |           |        |        |       |           |           |                 |              |              |                |                |

## Mois de novembre
Le 5 juillet 2017, le Conseil fédéral annonce qu'aucune votation fédérale ne sera organisée à la date prévue par le calendrier, à savoir le 26 novembre 2017,.